# Postalveolární souhláska
Postalveolára, též zadodásňová souhláska, je zvuk, který je při řeči tvořen přiblížením nebo kontaktem jazyka se zadní částí dásňového oblouku a částečně i s tvrdým (předním) patrem (lat. post = po, za, alveoli = sklípky, tj. prohlubně v horní čelisti, v nichž jsou uloženy zuby). Postalveoláry s těsnějším kontaktem jazyka s tvrdým patrem (palatalizované) se označují jako alveolopalatální.
Postalveolární souhlásky jsou spolu s palatálními v češtině tradičně vnímány jako měkké (ž, š, č).